# Steinbruch von Baalbek

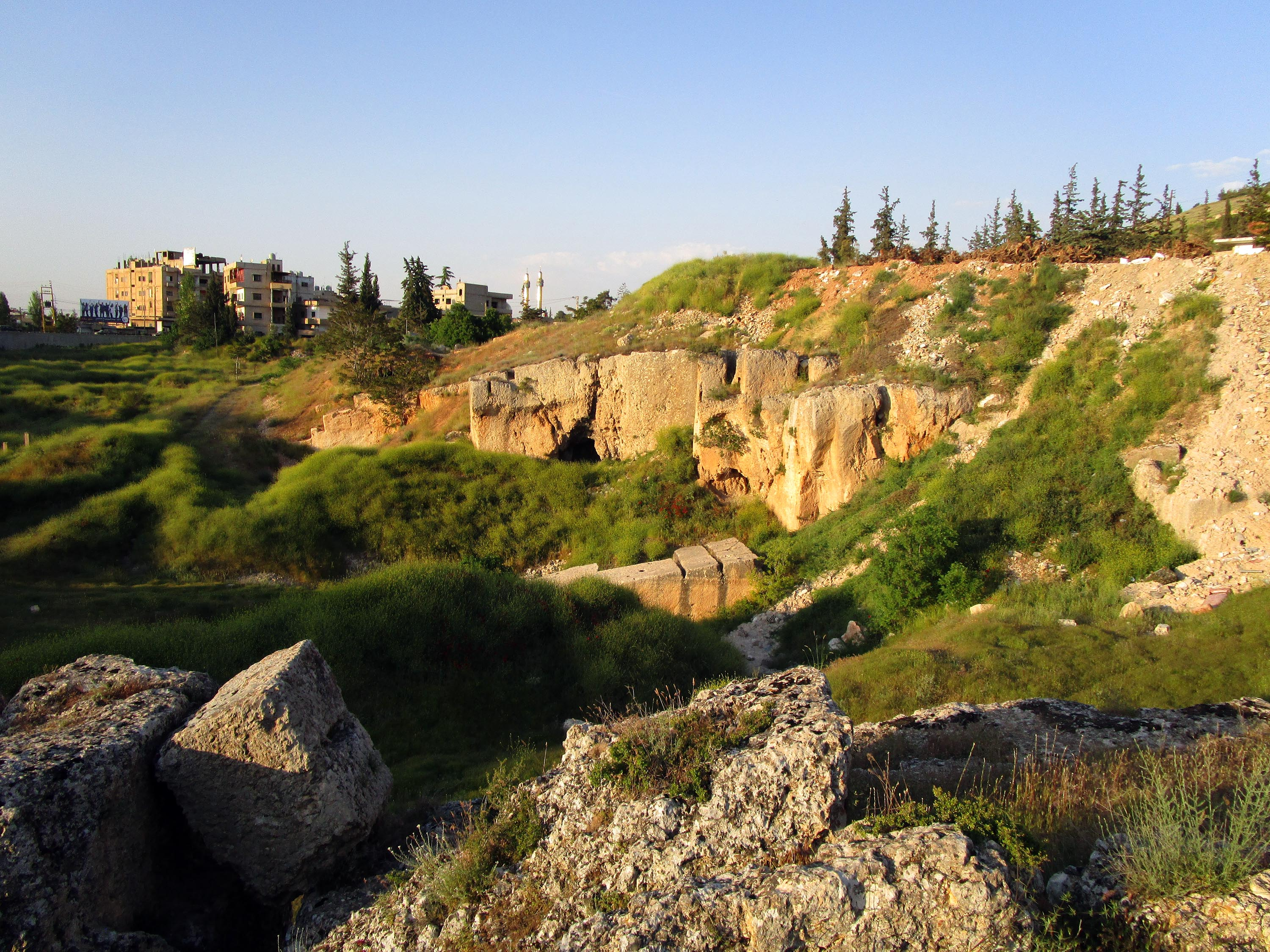
2019

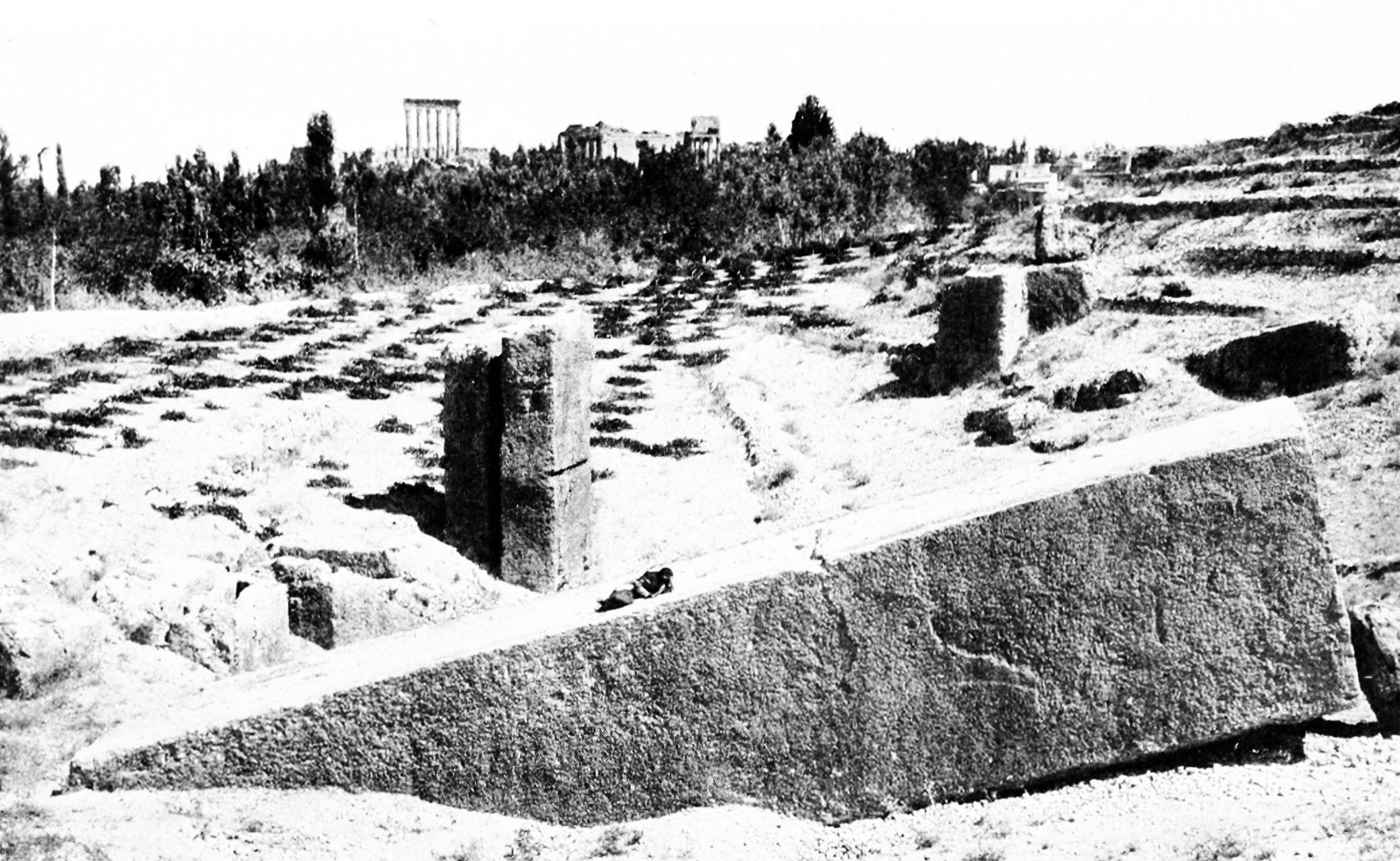
1914

Der Steinbruch von Baalbek ist ein aufgelassener Kalksteinbruch in Baalbek in der Bekaa-Ebene. Er liegt südwestlich der alten Stadt. Ein weiterer befand sich südlich von ihr.
Der Stein der schwangeren Frau und zwei weitere in den 1990er Jahren und 2014 freigelegte Monolithen waren vermutlich für den ab 15 v. Chr. errichteten Tempel von Baalbek bestimmt, der 800 Meter entfernt ist. Der im Jahr 2014 von einem Forscherteam unter Leitung von Margarete van Ess (Deutsches Archäologisches Institut) und Jeanine Abdul Massih (Libanesische Universität) entdeckte Monolith mit einer geschätzten Masse von etwa 1650 t und den Abmessungen von 19,6 m Länge, 6 m Breite und etwa 5,5 m Höhe ist der  bislang größte bekannte  Steinblock der Antike.